# Намаленд
Намале́нд (англ. Namalánd) — название бывшего бантустана на юго-западе Африки, где живут в основном представители племени нама. Намаленд граничит с Оранжевой рекой на юге, а также с Северо-Капской провинцией и именуется там Намаквалендом. Его название Намакваленд стало позже официальным в связи с планом Одендаала, когда бантустан был переименован. После того, как Намибия обрела независимость, бантустан снова стал официально называться Намаленд.

## Большой Намаленд и Малый Намаленд
Во время колониального периода Намаленд разделялся на две части: Большой Намаленд и Малый Намаленд. Большой Намаленд располагался к северу от Оранжевой реки, а Малый Намаленд с южной стороны. Сначала они принадлежали немецкой колонии, но затем перешла к англичанам.
Большой Намаленд начинался с 23-го градуса южной широты до упомянутой Оранжевой реки.

## Историческая галерея
- Исторический ландшафт в Большом Намаленде
- Исторический ландшафт в Большом Намаленде
- Исторический ландшафт в Большом Намаленде
- Ферма в Большом Намаленде
- Представители племени нама, живущие в Намаленде (1906-1914)